# Орден Републике Србије
Орден Републике Србије је одликовање Републике Србије установљено 26. октобра 2009. године „Законом о одликовањима Републике Србије“. Аутор идејног решења Ордена Републике Србије је академски вајар Митар Петковић, руководилац уметничког студија у Заводу за израду новчаница и кованог новца - Топчидер.

## Законски основ
Орден се додељује указом Председника Републике Србије у специјалним приликама. Додељује се у првом степену на великој огрлици (председницима или суверенима држава), а у другом степену на ленти (председницима држава или влада).
Орден Републике Србије има два степена.

## Списак одликованих
Од увођења ордена 2010. године, одликовани су:
| Име и презиме             | Степен | Година | Опис заслуге | Напомена                                     |
| ------------------------- | ------ | ------ | --- | -------------------------------------------- |
| Иван Гашпарович           | Други  | 2013.  | За заслуге у развијању и учвршћивању мирољубиве сарадње и пријатељских односа између Србије и Словачке.                            | Председник Словачке                          |
| Димитрис Христофијас      | Други  | 2013.  | За заслуге у развијању и учвршћивању мирољубиве сарадње и пријатељских односа између Србије и Кипра.                               | Председник Кипра                             |
| Маријано Рахој Бреј       | Други  | 2013.  | За заслуге у развијању и учвршћивању мирољубиве сарадње и пријатељских односа између Србије и Шпаније.                             | Премијер Шпаније                             |
| Каролос Папуљас           | Други  | 2013.  | За заслуге у развијању и учвршћивању мирољубиве сарадње и пријатељских односа између Србије и Грчке.                               | Председник Грчке                             |
| Трајан Басеску            | Други  | 2013.  | За заслуге у развијању и учвршћивању мирољубиве сарадње и пријатељских односа између Србије и Румуније.                            | Председник Румуније                          |
| Владимир Путин            | Први   | 2013.  | За изузетне заслуге у развијању и учвршћивању мирољубиве сарадње и пријатељских односа између Републике Србије и Руске Федерације. | Председник Русије                            |
| Серж Саргсјан             | Други  | 2013.  | За заслуге у развијању и учвршћивању мирољубиве сарадње и пријатељских односа између Србије и Јерменије.                           | Председник Јерменије                         |
| Илхам Алијев              | Други  | 2013.  | За заслуге у развијању и учвршћивању мирољубиве сарадње и пријатељских односа између Србије и Азербејџана.                         | Председник Азербејџана                       |
| Александар Лукашенко      | Други  | 2013.  | За заслуге у развијању и учвршћивању мирољубиве сарадње и пријатељских односа између Србије и Белорусије.                          | Председник Белорусије                        |
| Михаил Сакашвили          | Други  | 2013.  | За заслуге у развијању и учвршћивању мирољубиве сарадње и пријатељских односа између Србије и Грузије.                             | Председник Грузије                           |
| Нурсултан Назарбајев      | Други  | 2013.  | За заслуге у развијању и учвршћивању мирољубиве сарадње и пријатељских односа између Србије и Казахстана.                          | Председник Казахстана                        |
| Алмазбек Атамбајев        | Други  | 2013.  | За заслуге у развијању и учвршћивању мирољубиве сарадње и пријатељских односа између Србије и Киргистана.                          | Председник Киргистана                        |
| Николаје Тимофти          | Други  | 2013.  | За заслуге у развијању и учвршћивању мирољубиве сарадње и пријатељских односа између Србије и Молдавије.                           | Председник Молдавије                         |
| Емомали Рахмон            | Други  | 2013.  | За заслуге у развијању и учвршћивању мирољубиве сарадње и пријатељских односа између Србије и Таџикистана.                         | Председник Таџикистана                       |
| Курбанкули Бердимухамедов | Други  | 2013.  | За заслуге у развијању и учвршћивању мирољубиве сарадње и пријатељских односа између Србије и Туркменистана.                       | Председник Туркменистана                     |
| Виктор Јанукович          | Други  | 2013.  | За заслуге у развијању и учвршћивању мирољубиве сарадње и пријатељских односа између Србије и Украјине.                            | Председник Украјине                          |
| Ислам Каримов             | Други  | 2013.  | За заслуге у развијању и учвршћивању мирољубиве сарадње и пријатељских односа између Србије и Узбекистана.                         | Председник Узбекистана                       |
| Уго Чавез                 | Други  | 2013.  | За заслуге у развијању и учвршћивању мирољубиве сарадње и пријатељских односа између Србије и Венецуеле.                           | Постхумно, Председник Венецуеле              |
| Фидел Кастро              | Други  | 2015.  | За заслуге у развијању и учвршћивању мирољубиве сарадње и пријатељских односа између Србије и Кубе.                                | Бивши Председник Кубе                        |
| Абделазиз Бутефлика       | Други  | 2016.  | За заслуге у развијању и учвршћивању мирољубиве сарадње и пријатељских односа између Србије и Алжира.                              | Председник Алжира                            |
| Си Ђинпинг                | Први   | 2016.  | За изузетне заслуге у развијању и учвршћивању мирољубиве сарадње и пријатељских односа између Србије и НР Кине.                    | Председник НР Кине                           |
| Јовери Мусевени           | Други  | 2016.  | За заслуге у развијању и учвршћивању мирољубиве сарадње и пријатељских односа између Србије и Уганде.                              | Председник Републике Уганде                  |
| Марселу Ребелу Ди Соза    | Други  | 2017.  | За заслуге у развијању и учвршћивању мирољубиве сарадње и пријатељских односа између Србије и Португалије.                         | Председник Португалије                       |
| Нурсултан Назарбајев      | Први   | 2018.  | За изузетне заслуге у развијању и учвршћивању мирољубиве сарадње и пријатељских односа између Србије и Казахстана.                 | Председник Казахстана                        |
| Бојко Борисов             | Други  | 2019.  | За заслуге у развијању и учвршћивању мирољубиве сарадње и пријатељских односа између Србије и Бугарске.                            | Премијер Бугарске                            |
| Милош Земан               | Други  | 2020.  | За заслуге у развијању и учвршћивању мирољубиве сарадње и пријатељских односа између Србије и Чешке.                               | Председник Чешке                             |
| Алберт II, кнез од Монака | Други  | 2020.  | За заслуге у развијању и учвршћивању мирољубиве сарадње и пријатељских односа између Србије и Монакa.                              | Кнез Монака                                  |
| Патријарх Кирил           | Први   | 2021.  | За заслуге у развијању и учвршћивању мирољубиве сарадње и пријатељских односа између Србије и Руске православне цркве.             | Патријарх Московски и све Русије             |
| Милорад Додик             | Први   | 2021.  | За заслуге у развијању и учвршћивању мирољубиве сарадње и пријатељских односа између Србије и Босне и Херцеговине.                 | Председник Председништва Босне и Херцеговине |
| Себастијан Курц           | Други  | 2021.  | За заслуге у унапређењу односа са Србијом и целим регионом Западног Балкана.                                                       | канцелар Аустрије                            |
| Нана Акуфо-Адо            | Други  | 2021.  | За заслуге у развијању и учвршћивању мирољубиве сарадње и пријатељских односа између Србије и Гане.                                | Председник Гане                              |
| Жељка Цвијановић          | Други  | 2022.  | За заслуге у развијању и учвршћивању мирољубиве сарадње и пријатељских односа између Србије и Републике Српске.                    | Председница Републике Српске                 |
| Шинзо Абе                 | Други  | 2022.  | За заслуге у развијању и учвршћивању мирољубиве сарадње и пријатељских односа између Србије и Јапана.                              | Бивши Премијер Јапана                        |
| Абдел Фатах ел Сиси       | Други  | 2022.  | За заслуге у развијању и учвршћивању мирољубиве сарадње и пријатељских односа између Србије и Египта.                              | Председник Египта                            |
| Виктор Орбан              | Први   | 2022.  | За заслуге у развијању и учвршћивању мирољубиве сарадње и пријатељских односа између Србије и Мађарске.                            | Премијер Мађарске                            |

### Изглед и траке одликовања
| Изглед одликовања |  |
|                   |  |
| Траке одликовања  |  |
|                   |  |